# 星野陸也
星野 陸也（ほしの りくや、1996年5月12日 - ）は、茨城県笠間市出身の日本のプロゴルファー。左利きの右打ち。2021年9月より興和所属。ダンロップのスリクソンとゴルフ用品の使用を契約。

## 経歴
星野は6歳のころからゴルフを習いはじめ、中学校は卓球部に所属していた。水城高校在学中には関東ジュニア選手権を連覇を成し遂げる。2016年6月に日本大学を中退しプロ転向するとその年のQTを1位通過。
2017年、下部のチャレンジツアーでは開幕戦「Novil Cup」を制し、20歳でプロ初勝利。1年目でシードを獲得し、2018年はフジサンケイクラシックでは通算16アンダー、初日からの首位を守る完全優勝でツアー初優勝を飾った。ほかに9回のトップ10入りを遂げ最優秀新人賞にも輝いた。
2019年ホストプレーヤーとして「ダンロップ・スリクソン福島オープン」に出場し、降雨によるコースコンディション不良のため最終日が中止となったが、3日目で通算20アンダーの単独首位としており2勝目。
2020年、「フジサンケイクラシック」を通算9アンダーで並んだ堀川未来夢をプレーオフで下し、大会2勝目となるツアー通算3勝目を挙げる。
2021年は「関西オープン」で優勝、さらにコロナ禍で2年ぶりの開催となった「アジアパシフィックダイヤモンドカップゴルフ」にも優勝すると、2021年7月の開催となった2020年東京オリンピックゴルフ競技に日本代表として出場し通算-6でホールアウトした。
2022年、地元茨城でのHEIWA・PGM CHAMPIONSHIPを通算22アンダーで優勝。
2024年2月1日、ジュニア時代を含めプロデビュー以降、全試合で使用しているダイヤゴルフのトマホークティーに関するアドバイザリー契約を締結。2月11日、カタールのドーハGCで行われた欧州男子ツアーのカタール・マスターズで欧州ツアー初優勝を果たした。欧州ツアーの優勝は日本勢では青木功、松山英樹、久常涼に続く4人目の快挙となった。3月29日、ソフトバンクとスポンサー契約を締結。
2025年は前年のカタール・マスターズ優勝などDPワールドツアーランキングにより、PGAツアーへ参戦。同年1月8日、ラルフローレンとアパレルのパートナーシップ契約を締結。

## プロ優勝（8）

### 日本ツアー優勝（6）
| No. | Date        | Tournament                                          | スコア                 | 2位との差 | 2位（タイ）             |
| --- | ----------- | --------------------------------------------------- | ---------------------- | --------- | ----------------------- |
| 1   | 2 Sep 2018  | フジサンケイクラシック                              | −16（68-68-66-66=268） | 5打       | 今平周吾                |
| 2   | 30 Jun 2019 | ダンロップ・スリクソン福島オープン                  | −20（67-64-65=196）*   | 2打       | 秋吉翔太                |
| 3   | 6 Sep 2020  | フジサンケイクラシック (2)                          | −9（69-69-67-70=275）  | Playoff   | 堀川未来夢              |
| 4   | 25 Apr 2021 | 関西オープンゴルフ選手権競技                        | −14（66-67-68-69=270） | 2打       | チャン・キム            |
| 5   | 16 May 2021 | アジアパシフィックオープン ダイヤモンドカップゴルフ | −13（72-65-69-69=275） | 4打       | ジュビック・パグンサン  |
| 6   | 30 Oct 2022 | HEIWA・PGMチャンピオンシップ                        | −22（63-68-64-63=258） | 5打       | チャン・キム 岩崎亜久竜 |

*Note: 2019福島オープンは天候不良のため54ホール短縮

### ABEMAツアー（1）
| No. | Date       | Tournament | スコア              | 2位との差 | 2位（タイ）       |
| --- | ---------- | ---------- | ------------------- | --------- | ----------------- |
| 1   | 2 Apr 2017 | Novil Cup  | −11（71-68-66=205） | 1打       | 上井邦裕 櫻井勝之 |

### 欧州ツアー（1）
| No. | Date        | Tournament           | スコア                 | 2位との差 | 2位（タイ）      |
| --- | ----------- | -------------------- | ---------------------- | --------- | ---------------- |
| 1   | 11 Feb 2024 | カタール・マスターズ | −11（69-68-69-68=274） | 1打       | ウーゴ・クサール |